# Kvarntorpet (naturreservat)
Kvarntorpet är ett naturreservat i Västerviks kommun i Kalmar län.
Området är naturskyddat sedan 1977 och är 149 hektar stort. Reservatet består av hällmarkstallskog, barrskogsklädda höjder åtskilda av hagar och åkrar med ekholmar.